# Comuna Estelnic, Covasna
Estelnic (maghiară Esztelnek) este o comună în județul Covasna, Transilvania, România, formată din satele Cărpinenii, Estelnic (reședința) și Valea Scurtă. S-a desprins în anul 2005 din comuna Poian.

## Demografie
Componența etnică a comunei Estelnic
     Maghiari (91,18%)
     Romi (6,03%)
     Români (1,35%)
     Alte etnii (0%)
     Necunoscută (1,44%)
Componența confesională a comunei Estelnic
     Romano-catolici (94,87%)
     Reformați (1,98%)
     Ortodocși (1,35%)
     Alte religii (0,18%)
     Necunoscută (1,62%)
Conform recensământului efectuat în 2021, populația comunei Estelnic se ridică la 1.111 locuitori, în scădere față de recensământul anterior din 2011, când fuseseră înregistrați 1.182 de locuitori. Majoritatea locuitorilor sunt maghiari (91,18%), cu minorități de romi (6,03%) și români (1,35%), iar pentru 1,44% nu se cunoaște apartenența etnică. Din punct de vedere confesional, majoritatea locuitorilor sunt romano-catolici (94,87%), cu minorități de reformați (1,98%) și ortodocși (1,35%), iar pentru 1,62% nu se cunoaște apartenența confesională.

Estelnic în Harta Iosefină a Transilvaniei, 1769-1773

## Politică și administrație
Comuna Estelnic este administrată de un primar și un consiliu local compus din 9 consilieri. Primarul, Balázs Salamon[*],  politician independent, este în funcție din octombrie 2020. Începând cu alegerile locale din 2024, consiliul local are următoarea componență pe partide politice:
|  | Partid                                 | Consilieri | Componența Consiliului | Componența Consiliului | Componența Consiliului | Componența Consiliului | Componența Consiliului | Componența Consiliului | Componența Consiliului | Componența Consiliului | Componența Consiliului |
|  | -------------------------------------- | ---------- | ---------------------- | ---------------------- | ---------------------- | ---------------------- | ---------------------- | ---------------------- | ---------------------- | ---------------------- | ---------------------- |
|  | Uniunea Democrată Maghiară din România | 9          |                        |                        |                        |                        |                        |                        |                        |                        |                        |

## Monumente istorice
- Biserica romano-catolică